# Mmasekgoa Masire-Mwamba
Mmasekgoa Masire-Mwamba (nascida Gabaipone Masire, em 1960, em Botswana) é uma administradora e funcionária pública internacional, com mais de 30 anos de experiência em nível sênior nas áreas de negócios, desenvolvimento e diplomacia multilateral. Ela foi vice-secretária-geral da Commonwealth, entre os anos de 2008 e 2014.

## Histórico e educação
Mmasekgoa Masire-Mwamba nasceu em 1960 e foi batizada "Gabaipone Masire", Kanye para seus pais - Ketumile Quett Joni e Gladys Olebile Masire. Ela cresceu na cidade de Gaborone, em Botswana - África, onde começou seus estudos na Thornhill Primary School. O nome Gabaipone foi dado a ela em homenagem à mãe de seu pai, Gabaipone. Com um nome tão grande, geralmente se adota um substituto, Mmasekgoa; o que para ela, acabou ofuscando seu nome verdadeiro.
Ela foi então admitida na Universidade de Londres, graduando-se como bacharel em eletrônica e física. Em 1990, ela obteve um Masters of Business Administration (MBA) pela Universidade de Pittsburgh, na Pensilvânia, nos Estados Unidos. Masire-Mwamba é bacharel em Direito (LLB) e possui um Diploma de Gestão Avançada, pela IESE Business School, na Espanha. Ela é coach e instrutora executiva certificada, tendo estabelecido uma empresa privada que oferece treinamento em habilidades interpessoais com foco em responsabilidade de liderança e governança do conselho.
Masire-Mwamba foi a primeira Diretora Executiva de Motswana na Autoridade de Investimento e Desenvolvimento de Exportações de Botswana (BEDIA), a Agência Nacional de Promoção de Investimentos de Botswana.
Em 2009, ela foi reconhecida no campo jurídico pela Honorable Society of Middle Temple Inn, premiando-a como Honorary Bencher.
Em novembro de 2015, ela ficou em segundo lugar na votação para se tornar a secretária-geral da Commonwealth, perdendo por 26 votos a 24 para Patricia Scotland, da Dominica, país do Caribe. Ela foi premiada com o prêmio International Women in Leadership pelo Dr. Long, no London Political Summit, em 2018, e atuou como presidente da Botswana Women in Business.
Masire-Mwamba é casada com Trevor Mwamba, ex-bispo de Botswana e ex-reitor da Igreja St. Margaret, na cidade de Barking, na parte Leste de Londres.

## Reconhecimento
Ela foi reconhecida como uma das 100 mulheres da BBC em 2013.